# Erregung (Medizin)
Erregung oder Exzitation bezeichnet in der Medizin und insbesondere in der Psychiatrie und Neurologie eine über die normale Reaktion hinausgehende, deutlich gesteigerte physiologische Erregung geistiger oder seelischer Art und/oder motorischer Ausprägung und wird daher in der Regel als symptomatisch für eine bestimmte Krankheit angesehen. Eine erhöhte Erregbarkeit (Hyperexzitabilität) zeigt sich bei einer Reihe von Nervenkrankheiten als Begleiterscheinung oder sogar als Leitsymptom, z. B.:
- bei psychischen Störungen wie Schizophrenie, insbesondere Katatonie, sowie Manie oder agitierter Depression;
- bei einigen organischen Hirnerkrankungen (organischen Psychosyndromen) wie u. a. diversen demenziellen Erkrankungen;
- bei Inhalationsnarkosen mit Ether zeigt sich eine unter anderem mit Unruhe verbundene Exzitationsphase.[1][2](a)

Des Weiteren tritt krankhafte Erregtheit sehr häufig auch im Rahmen diverser Vergiftungen auf.
Hierbei gilt eine Unterscheidung vom Gebrauch der Bezeichnung Erregungszustand, bei der es sich um eine eher beschreibende Terminologie handelt unabhängig von krankhaften Bewertung, die gerade daher – wegen ihrer Unbestimmtheit häufig verwendet wird.(b)